# Dinamo stadions
Dinamo stadions – nieistniejący już stadion sportowy w Rydze, stolicy Łotwy. Obiekt mógł pomieścić do 5000 widzów. Przed II wojną światową był użytkowany przez klub JKS Ryga. Swoje spotkania rozgrywała na nim również m.in. piłkarska reprezentacja Łotwy. Stadion został zlikwidowany pod koniec XX wieku, a w jego miejscu stanął nowy stadion Skonto oraz hala Skonto Arena.
Przed II wojną światową na Dinamo stadions swoje spotkania rozgrywali piłkarze klubu JKS Ryga, wicemistrza Łotwy z 1922 roku. Obiekt służył również m.in. piłkarskiej reprezentacji Łotwy, która w latach 1930–1936 rozegrała na nim 17 spotkań; ponadto dwukrotnie (w latach 1932 i 1936) na obiekcie zagrały ze sobą reprezentacje Litwy i Estonii. Po II wojnie światowej klub JKS został rozwiązany, a stadion zmienił nazwę na Dinamo. Pod koniec XX wieku obiekt został zlikwidowany, a w jego miejscu stanął nowy stadion Skonto oraz hala Skonto Arena.